# Tetraria spiralis
Tetraria spiralis är en halvgräsart som först beskrevs av Ferdinand von Hochstetter, och fick sitt nu gällande namn av Charles Baron Clarke. Tetraria spiralis ingår i släktet Tetraria och familjen halvgräs. Inga underarter finns listade i Catalogue of Life.